# Yann Sommer

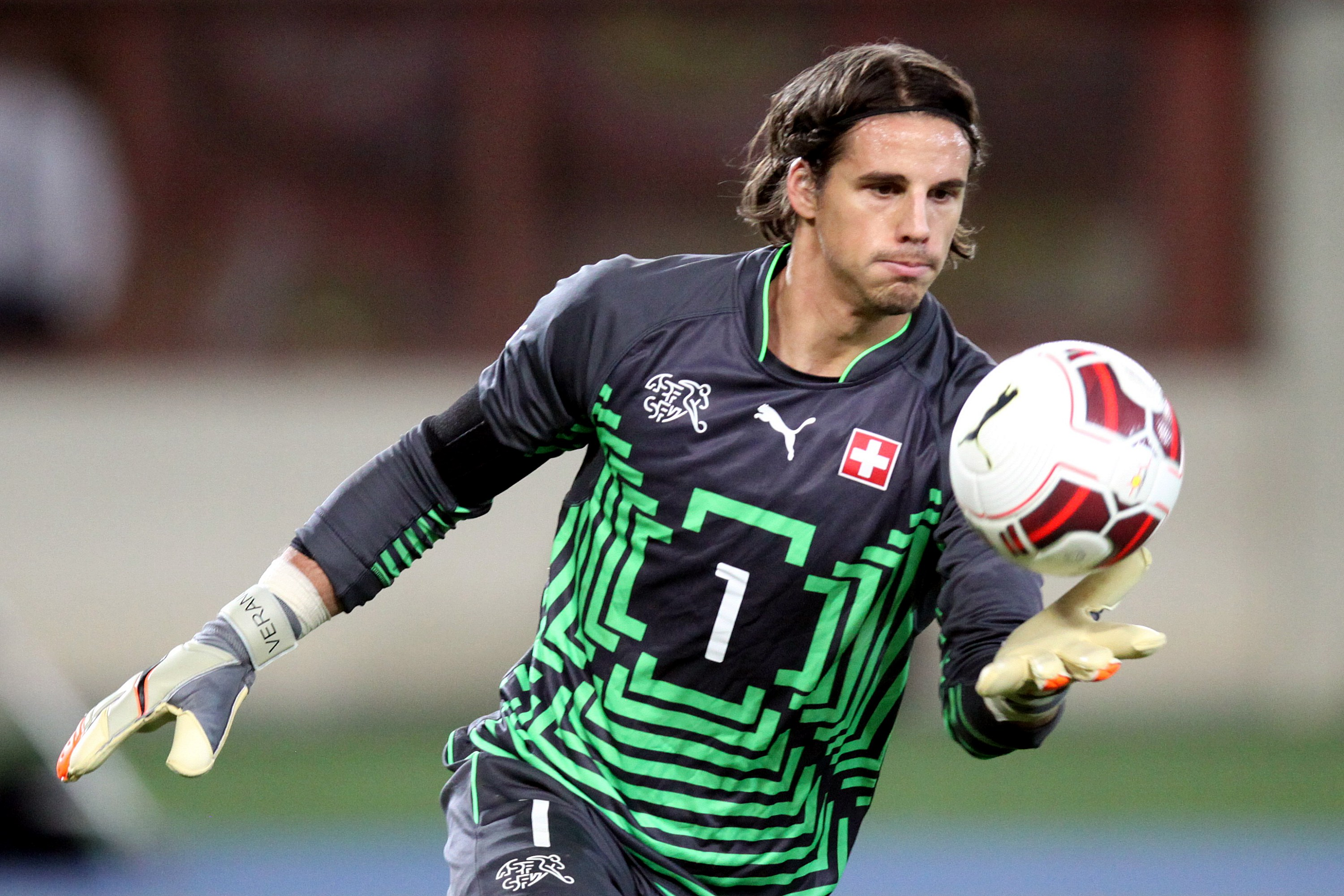
Yann Sommer (2015)

Yann Sommer (ur. 17 grudnia 1988 w Morges) – szwajcarski piłkarz, występujący na pozycji bramkarza we włoskim klubie Inter Mediolan oraz w reprezentacji Szwajcarii. 
Uczestnik Mistrzostw Świata 2014, 2018 i 2022, a także Mistrzostw Europy 2016, 2020 i 2024.

## Kariera klubowa

### FC Basel
Sommer swój pierwszy profesjonalny kontrakt podpisał z FC Basel. W 2005 został pierwszym bramkarzem drużyny U-21, stając się trzecim bramkarzem w hierarchii pierwszej drużyny po Franco Costanzo i Louisie Craytonie. W lecie 2007 podpisał nowy kontrakt obowiązujący do 2011 roku.

#### FC Vaduz (wypożyczenie)
W 2007 został wypożyczony do FC Vaduz. W tym klubie został pierwszym bramkarzem i w sezonie 2007/2008 rozegrał 33 spotkania w Challenge League. Podczas całego wypożyczenia zagrał w 50 meczach.

#### Grasshoppers (wypożyczenie)
Na sezon 2009/2010 został wypożyczony do Grasshoppers Zurych. Rozegrał tam 33 spotkania.

#### Powrót do Bazylei
Sommer powrócił do Bazylei 7 stycznia. W pierwszej drużynie FC Basel zadebiutował w przegranym 3:2 meczu z BSC Young Boys na Stade de Suisse. W barwach Basel zdobył 4 mistrzostwa Szwajcarii z rzędu.

### Borussia Mönchengladbach
10 marca 2014 podpisał 5-letnią umowę z Borussią Mönchengladbach. Sprowadzono go w miejsce Marca-André ter Stegena, który odszedł do FC Barcelona. Zadebiutował w meczu z FC 08 Homburg.

### Bayern Monachium
19 stycznia 2023 podpisał z Bayernem Monachium kontrakt do czerwca 2025, zastępując kontuzjowanego Manuela Neuera. 

### Inter Mediolan
7 sierpnia 2023 dołączył do Interu Mediolan, z którym podpisał trzyletni kontrakt, do czerwca 2026. Inter zapłacił za bramkarza ponad 6 milionów euro.

## Kariera reprezentacyjna
Sommer występował reprezentacji narodowej U-16, U-17, U-19 oraz U-21. 30 maja 2012 roku zadebiutował w dorosłej kadrze Szwajcarii, a jego drużyna przegrała z Rumunią 1:0. Został powołany na Mistrzostwa Świata 2014, 2018 i 2022 a także na Euro 2016, 2020 i 2024.
Na Euro 2020 zasłynął z obronienia rzutu karnego Kyliana Mbappe, czym odebrał możliwość dalszego grania w turnieju mistrzom świata, którzy swoje zmagania skończyli w 1/8 finału.

## Sukcesy

### FC Basel
- Mistrzostwo Szwajcarii: 2010/2011, 2011/2012, 2012/2013, 2013/2014
- Puchar Szwajcarii: 2011/2012
- Uhrencup: 2013

### FC Vaduz
- Mistrzostwo Swiss Challenge League: 2007/2008
- Puchar Liechtensteinu: 2007/2008, 2008/2009

### Bayern Monachium
- Mistrzostwo Niemiec: 2022/2023

### Inter Mediolan
- Superpuchar Włoch: 2023

### Wyróżnienia
- Drużyna Mistrzostw Świata U-21: 2011